# Roches-Prémarie-Andillé
Roches-Prémarie-Andillé ist eine französische Gemeinde im Département Vienne in der Region Nouvelle-Aquitaine. Sie zählt 2.174 Einwohner (Stand: 1. Januar 2022) und gehört zum Arrondissement Poitiers und zum Kanton Vivonne (bis 2015: Kanton La Villedieu-du-Clain). Die Einwohner werden Rocprémaliens genannt.

## Geografie
Roches-Prémarie-Andillé liegt etwa zehn Kilometer südlich von Poitiers. Der Fluss Clain begrenzt die Gemeinde im Osten. Umgeben wird Roches-Prémarie-Andillé von den Nachbargemeinden Smarves im Norden, Nouaillé-Maupertuis im Nordosten, La Villedieu-du-Clain im Süden und Osten, Aslonnes im Süden und Westen sowie Iteuil im Westen und Nordwesten.

## Geschichte
1819 wurden die Ortschaften Roches-Prémarie und Andillé zu einer Gemeinde vereinigt.
| Bevölkerungsentwicklung   | Bevölkerungsentwicklung | Bevölkerungsentwicklung | Bevölkerungsentwicklung | Bevölkerungsentwicklung | Bevölkerungsentwicklung | Bevölkerungsentwicklung | Bevölkerungsentwicklung | Bevölkerungsentwicklung |
| ------------------------- | ----------------------- | ----------------------- | ----------------------- | ----------------------- | ----------------------- | ----------------------- | ----------------------- | ----------------------- |
| Jahr                      | 1962                    | 1968                    | 1975                    | 1982                    | 1990                    | 1999                    | 2006                    | 2012                    |
| Einwohner                 | 626                     | 685                     | 1020                    | 1378                    | 1487                    | 1544                    | 1599                    | 1894                    |
| Quelle: Cassini und INSEE |                         |                         |                         |                         |                         |                         |                         |                         |

## Sehenswürdigkeiten
- Dolmen von Andillé (Monument historique seit 1977) und Pouzac (Monument historique seit 1997)
- Kirche von Andillé, seit 1935 Monument historique
- Priorat von Raboué, seit 1979 Monument historique
- Waschhaus
- Frühere Schule, heutiges Rathaus